# Euspondylus monsfumus
Euspondylus monsfumus — вид ящірок родини гімнофтальмових (Gymnophthalmidae). Ендемік Венесуели.

## Поширення і екологія
Euspondylus monsfumus мешкають на горі Серро-Хумо, розташованої на півострові Парія на північному сході Венесуели. Вони живуть у вологих гірських і хмарних тропічних лісах, серед бромелієвих заростей. Зустрічаються на висоті від 800 до 1250 м над рівнем моря.

## Збереження
МСОП класифікує цей вид як такий, що перебуває на межі зникнення. Euspondylus monsfumus загрожує знищення природного середовища.